# Приско-Сандрин Пиколо (Падова)
Приско-Сандрин Пиколо је насеље у Италији у округу Падова, региону Венето.
Према процени из 2011. у насељу је живело 557 становника. Насеље се налази на надморској висини од 15 м.